# NGC 5234
NGC 5234 је спирална галаксија у сазвежђу Кентаур која се налази на NGC листи објеката дубоког неба.
Деклинација објекта је - 49° 50' 14" а ректасцензија 13h 37m 29,8s. Привидна величина (магнитуда) објекта NGC 5234 износи 13,1 а фотографска магнитуда 14,0. NGC 5234 је још познат и под ознакама ESO 220-24, PGC 48129.